# Florent Prévost
Florent Prévost (Parijs, 17 augustus 1794 – aldaar, 1 februari 1870) was een Franse natuuronderzoeker en illustrator.
Prévost was assistent-natuuronderzoeker aan het Muséum National d'Histoire Naturelle. He was de schrijver van diverse dierkundige publicaties waaronder een werk over duiven (Les Pigeons par Madame Knip, 1843) en samen met C.L. Lemaire een boek over de vogels in Europa (Histoire Naturelle des Oiseaux d'Europe, 1845). Verder maakte hij afbeeldingen van dieren (vogels) in de boeken van Coenraad Jacob Temminck (1778 – 1858), Karel Lucien Bonaparte (1803 – 1857) en Georges-Louis Leclerc de Buffon (1707 – 1788).
Hij werkte aan de collectie vogels verzameld tijdens de onderzoekreis met het linieschip La Venus samen met Marc Athanase Parfait Œillet Des Murs en aan de vogels en zoogdieren van een Franse expeditie naar Abyssinië tussen 1839 en 1843.
Prévost is soortauteur van 12 soorten vogels waaronder de mauritiusduif (Nesoenas mayeri) en de witwanggrondgors (Melozone biarcuata). Verder zijn er diverse diersoorten naar hem vernoemd zoals  Prevosts klapperrat  (Callosciurus prevostii]) en  de slangensoort Gerarda prevostiana.

## Belangrijkste publicaties
- Voyage autour du monde sur la frégate la Vénus pendant les années 1836-1839 (met Isidore Geoffroy Saint-Hilaire and others) Paris : Gide, 1840-1864
- Voyage en Abyssinie exécuté pendant les années 1839, 1840, 1841, 1842, 1843 (met Antoine-Alphonse Guichenot en anderen) Paris : A. Bertrand, 184X.
- Histoire naturelle des oiseaux exotiques (met H L Pauquet and C L Lemaire) Paris : F. Savy, (1864).
- Histoire naturelle des oiseaux d'Europe: passereaux (met C L Lemaire) Paris : F. Savy, (1876)

- Bibliothèque nationale de France: cb10411965c (data)
- Gemeinsame Normdatei: 141323787
- International Standard Name Identifier: 0000 0000 4836 5448
- Library of Congress Control Number: n2008033960
- Nederlandse Thesaurus van Auteursnamen: 229374794
- Système universitaire de documentation: 110112954
- Virtual International Authority File: 19152707
- WorldCat: E39PBJrgHrmghmb4CTtVrqcpT3